# Bundeswahlkreis Mackellar
Koordinaten: 33° 40′ S, 151° 15′ O

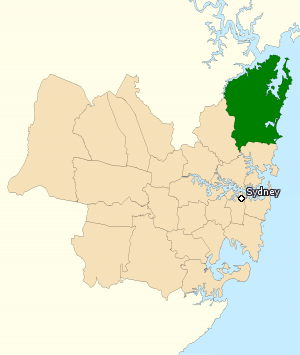
Lage des Wahlkreises in der Metropolregion Sydney.

Der Bundeswahlkreis Mackellar ist ein Wahlkreis (englisch electoral division) für die Wahl eines Abgeordneten des australischen Repräsentantenhauses. Er wurde 1949 gegründet und liegt im Nordosten der Metropolregion Sydney im Bundesstaat New South Wales. Der Wahlkreis umfasst die Orte Narrabeen, Beacon Hill, Newport, Palm Beach und Terrey Hills.
Er wurde nach der australischen Schriftstellerin Dorothea Mackellar benannt und 1949 angelegt.
Seit 2016 ist Jason Falinski von der Liberal Party of Australia der amtierende Abgeordnete des Wahlkreises.

## Bisherige Abgeordnete
| Name              | Partei                     | Amtszeiten |
| ----------------- | -------------------------- | ---------- |
| William Wentworth | Liberal Party of Australia | 1949–1977  |
| William Wentworth | parteilos                  | 1977–1977  |
| Jim Carlton       | Liberal Party of Australia | 1977–1994  |
| Bronwyn Bishop    | Liberal Party of Australia | 1994–2016  |
| Jason Falinski    | Liberal Party of Australia | 2016–      |